# Pharrell Williams
Pharrell Lanscilo Williams hay còn được gọi bằng tên đơn Pharrell (/fəˈrɛl/), sinh ngày 5 tháng 4 năm 1973, là một ca sĩ, nhạc sĩ, doanh nhân, nhà sản xuất, rapper, nhà thiết kế thời trang người Mỹ. Williams cùng với Chad Hugo sáng lập The Neptune, sản xuất các sản phẩm âm nhạc soul, hiphop, R&B. Anh cũng là giọng ca chính kiêm tay trống của nhóm nhạc NERD, các thành viên còn lại của ban nhạc bao gồm Hugo và Shay Haley - người bạn từ thời thơ ấu của William. Năm 2003, Anh đã phát hành đĩa đơn đầu tiên của anh, "Frontin". Năm 2006, anh cho phát hành Album solo đầu tiên của anh, "In My Mind". ".Tháng 3 năm 2014, anh phát hành Album thứ 2, "Girl".
Khi còn làm việc trong The Neptune, anh đã tham gia sản xuất khá nhiều hit cho các nghệ sĩ khác nhau.
William đã giành được 7 giải Grammy bao gồm 2 giải với "The Neptunes". Hiện tại anh đang hoạt động trong khá nhiều lĩnh vực như giải trí, âm nhạc, thời trang, nghệ thuật... dưới tên gọi "i am OTHER". Anh cũng là người đồng sáng lập 2 nhãn hiệu thời trang Billionaire Boys Club và Ice Cream. Pharrell Williams còn là giám khảo The Voice mùa thứ bảy của Hoa Kỳ. 

## Tiểu sử
Pharrell Williams sinh ngày 5 tháng 4 năm 1973, ở Virginia Beach, Virginia, là anh cả trong gia đình có ba người con trai. Cha anh là Pharaoh Williams, một người siêng năng, mẹ anh, bà Carolyn là một giáo viên. Anh gặp Chad Hugo vào mùa hè năm lớp 7, trong một buổi cắm trại. Sau đó cả hai cùng trở thành thành viên của ban nhạc diễu hành, Williams là người chơi trống, trong khi Hugo là người chỉ huy. Williams đã theo học tại Princess Anne High School và anh đã chơi cho ban nhạc của trường, tại đây anh lấy nghệ danh là Skateboard P. Còn Hugo theo học tại Kempsville High School.
Năm 1990, Hugo cùng với Williams thành lập ban nhạc R&B 4 người, The Neptunes, cùng với 2 người bạn là Shay Haley and Mike Etheridge. Họ đã tham dự cuộc thi tài năng tại trường, là nơi họ được phát hiện bởi Teddy Riley, là người sở hữu phòng thu âm ngay cạnh trường. Sau khi tốt nghiệp, ban nhạc đã ký hợp đồng với Riley.

## Phong cách âm nhạc
Williams đã tuyên bố phong cách âm nhạc của anh không có bất kỳ sự ảnh hưởng trực tiếp nào, nhưng anh bày tỏ sự khâm phục với một số nhạc sĩ như Michael Jackson, J Dilla, Stevie Wonder, Donny Hathaway, Marvin Gaye, Rakim and Q-Tip. William giải thích rằng album A Tribe Called Quest năm 1990 của People's Instinctive Travels and the Paths of Rhythm, đã tạo ra bước ngoặt trong cuộc sống của anh, "nó làm tôi thấy âm nhạc thực sự là nghệ thuật"

## Sự nghiệp kinh doanh
Williams là đồng sáng lập nhãn hiệu thời trang Billionaire Boys Club và Ice Cream. Anh có một cửa hàng tại West Broadway, New York.
Năm 2008, Williams là đồng thiết kế một loạt đồ trang sức "Blason") và kính cho Louis Vuitton. Anh cũng làm việc trong lĩnh vực thiết kế nội thất với Galerie Emmanuel Perrotin và Domeau & Pérès.
Năm 2009, Williams cùng với Takashi Murakami công bố tác phẩm điêu khắc của họ tại triển lãm nghệ thuật Art Basel.
Tháng 5 năm 2011, Williams thông báo anh sẽ trở thành giám đốc sáng tạo của KarmaloopTV cùng với người sáng lập và giám điều hành Greg Selkoe và cựu chủ tịch AMC Katie McEnroe.
Ngày 01 tháng 8 năm 2011, Williams ra mắt kênh trên Youtube 
Williams là đồng tác giả bộ phim The Amazing Spider-Man 2 với Hans Zimmer, Johnny Marr, Michael Einziger và David A. Stewart

## Cuộc sống riêng tư
Ngày 12 tháng 10 năm 2013, Williams kết hôn với người mẫu, nhà thiết kế Helen Lasichanh. Họ có với nhau một con trai tên là Rocket Williams, sinh vào tháng 10 năm 2008.
Năm 2005, Williams đã được bình chọn là "Người đàn ông mặc đẹp nhất thế giới" trên tạp chí Esquire. Anh là một fan hâm mộ của series phim khoa học viễn tưởng Star Trek.
Williams đang xây dựng một trung tâm vui chơi cho trẻ em trị giá 35 triệu USD tại quê hương anh, Virginia Beach
Williams đã thành lập tổ chức từ thiện  From One Hand To Another nhằm giúp đỡ thanh thiếu niên từ 7 đến 20 tuổi.
Phỏng vấn trên tạp chí GQ Style (Autumn/Winter 2013), Williams đã cho biết "Trên giấy tờ tôi là một Kitô hữu, nhưng thực sự tôi là một người theo thuyết Phổ biến"

## Danh sách Album

### Cùng vớiN.E.R.D
- In Search Of..: 2002
- Fly or Die: 2004
- Seeing Sounds: 2008
- Nothing: 2011

### Album solo
- In My Mind (2006)
- Girl (2014)

## Giải thưởng và đề cử
Academy Award
| Năm  | Đề cử / Tác phẩm                  | Giải thưởng        | Kết quả |
| ---- | --------------------------------- | ------------------ | ------- |
| 2014 | "Happy" (từ phim Despicable Me 2) | Best Original Song | Đề cử   |

Annie Award
| Năm  | Đề cử / Tác phẩm                       | Giải thưởng                        | Kết quả |
| ---- | -------------------------------------- | ---------------------------------- | ------- |
| 2011 | "Despicable Me" (với Heitor Pereira)   | Best Music in a Feature Production | Đề cử   |
| 2014 | "Despicable Me 2" (với Heitor Pereira) | Best Music in a Feature Production | Đề cử   |

BET Hip Hop Awards
| Năm  | Đề cử / Tác phẩm | Giải thưởng          | Kết quả |
| ---- | ---------------- | -------------------- | ------- |
| 2013 | "Himself"        | Producer of the Year | Đề cử   |

ECHO Awards
| Năm  | Đề cử / Tác phẩm | Giải thưởng                                        | Kết quả |
| ---- | ---------------- | -------------------------------------------------- | ------- |
| 2007 | In My Mind       | International Hip-Hop/R&B Artist/Group of the Year | Đề cử   |

Grammy Awards
| Năm  | Đề cử / Tác phẩm                              | Giải thưởng                            | Kết quả   |
| ---- | --------------------------------------------- | -------------------------------------- | --------- |
| 2003 | Nellyville (nhà sản xuất)                     | Album of the Year                      | Đề cử     |
| 2004 | Justified (nhà sản xuất)                      | Album of the Year                      | Đề cử     |
| 2004 | Justified (nhà sản xuất)                      | Best Pop Vocal Album                   | Đoạt giải |
| 2004 | "Frontin'" (với Jay-Z)                        | Best Rap/Sung Collaboration            | Đề cử     |
| 2004 | "Beautiful" (với Snoop Dogg & Charlie Wilson) | Best Rap/Sung Collaboration            | Đề cử     |
| 2004 | "Beautiful" (với Snoop Dogg & Charlie Wilson) | Best Rap Song                          | Đề cử     |
| 2004 | "Excuse Me Miss" (với Jay-Z)                  | Best Rap Song                          | Đề cử     |
| 2004 | The Neptunes                                  | Producer of the Year                   | Đoạt giải |
| 2005 | "Drop It Like It's Hot" (với Snoop Dogg)      | Best Rap Performance by a Duo or Group | Đề cử     |
| 2005 | "Drop It Like It's Hot" (với Snoop Dogg)      | Best Rap Song                          | Đề cử     |
| 2006 | Love.Angel.Music.Baby. (nhà sản xuất)         | Album of the Year                      | Đề cử     |
| 2006 | The Emancipation of Mimi (nhà sản xuất)       | Album of the Year                      | Đề cử     |
| 2006 | The Neptunes                                  | Producer of the Year                   | Đề cử     |
| 2006 | "Hollaback Girl" (nhà sản xuất)               | Record of the Year                     | Đề cử     |
| 2007 | In My Mind                                    | Best Rap Album                         | Đề cử     |
| 2007 | "Money Maker" (với Ludacris)                  | Best Rap Song                          | Đoạt giải |
| 2013 | Channel Orange (nhà sản xuất)                 | Album of the Year                      | Đề cử     |
| 2014 | Himself                                       | Producer of the Year                   | Đoạt giải |
| 2014 | Good Kid, M.A.A.D City (nhà sản xuất)         | Album of the Year                      | Đề cử     |
| 2014 | Random Access Memories (nghệ sĩ đồng hợp tác) | Album of the Year                      | Đoạt giải |
| 2014 | "Get Lucky" (với Daft Punk)                   | Record of the Year                     | Đoạt giải |
| 2014 | "Get Lucky" (với Daft Punk)                   | Best Pop Duo/Group Performance         | Đoạt giải |
| 2014 | "Blurred Lines" (với Robin Thicke & T.I.)     | Best Pop Duo/Group Performance         | Đề cử     |
| 2014 | "Blurred Lines" (với Robin Thicke & T.I.)     | Record of the Year                     | Đề cử     |

MOBO Awards
| Năm  | Đề cử / Tác phẩm | Giải thưởng             | Kết quả |
| ---- | ---------------- | ----------------------- | ------- |
| 2007 | "Himself"        | Best International Male | Đề cử   |

MTV Europe Music Awards
| Năm  | Đề cử / Tác phẩm | Giải thưởng | Kết quả |
| ---- | ---------------- | ----------- | ------- |
| 2006 | "Himself"        | Best Male   | Đề cử   |
| 2006 | "Himself"        | Best R&B    | Đề cử   |

MTV Video Music Awards
| Năm  | Đề cử / Tác phẩm                              | Giải thưởng             | Kết quả |
| ---- | --------------------------------------------- | ----------------------- | ------- |
| 2003 | "Boys (The Co-Ed Remix)" (với Britney Spears) | Best Video from a Film  | Đề cử   |
| 2013 | "Blurred Lines" (với Robin Thicke & T.I.)     | Best Collaboration      | Đề cử   |
| 2013 | "Blurred Lines" (với Robin Thicke & T.I.)     | Best Male Video         | Đề cử   |
| 2013 | "Blurred Lines" (với Robin Thicke & T.I.)     | Best Song of the Summer | Đề cử   |
| 2013 | "Blurred Lines" (với Robin Thicke & T.I.)     | Video of the Year       | Đề cử   |

## Tour diễn
- Dear Girl Tour (2014)